# タチラ州
タチラ州（タチラしゅう、スペイン語: Estado Táchira、IPA: [esˈtaðo ˈtatʃiɾa]）は、ベネズエラの州。州都はサン・クリストバルである。
2019年時点1万1100平方キロに127万1600人（推計）が暮らす。
19世紀末に油田が発見され、その後何年もの間採掘されていた。主要産業はコーヒー豆とパインアップルである。

## 隣接州
北にスリア州、東にメリダ州、南東にバリナス州、南にアプレ州、西にコロンビアのノルテ・デ・サンタンデール県と接する。

## 下位行政区
1. アンドレス・ベッロ (Andrés Bello)
2. アントニオ・ロムロ・コスタ (Antonio Romulo Costa)
3. アヤクチョ (Ayacucho)
4. ボリバル (Bolívar)
5. カルデナス (Cárdenas)
6. コルドバ (Córdoba)
7. フェルナンデス・フェオ (Fernández Feo)
8. フランシスコ・デ・ミランダ (Francisco de Miranda)
9. ガルシア・デ・エヴィア (García de Hevia)
10. グアシモス (Guasimos)
11. インデペンデンシア (Independencia)
12. ハウレグイ (Jauregui)
13. ホセ・マリア・バルガス (Jose Maria Vargas)
14. フニン (Junín)
15. リベルタード (Libertad)
16. リベルタドール (Libertador)
17. ロバテラ (Lobatera)
18. ミチェレラ (Michelena)
19. パナメリカノ (Panamericano)
20. ペドロ・マリア・ウレニャ (Pedro María Ureña)
21. ラファエル・ウルダネタ (Rafael Urdaneta)
22. サムエル・ダリオ・マルドナード (Samuel Dario Maldonado)
23. サン・クリストバル (San Cristóbal)
24. サン・フダス・タデオ (San Judas Tadeo)
25. セボルコ (Seboruco)
26. シモン・ロドリゲス (Simón Rodríguez)
27. スクレ (Sucre)
28. トルベス (Torbes)
29. ウリバンテ (Uribante)